# Oreobates
Oreobates là một chi động vật lưỡng cư trong họ Strabomantidae, thuộc bộ Anura. Chi này có 14 loài và 21% bị đe dọa hoặc tuyệt chủng.

## Hình ảnh

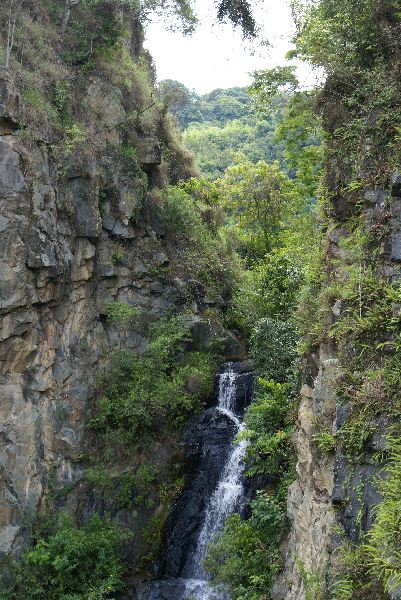